# فین شیاندر
فین شیاندر (انگلیسی: Finn Schiander; ۷ مهٔ ۱۸۹۸ – ۷ ژوئن ۱۹۶۷) قایقران، و قایقران قایق بادبانی اهل نروژ بود.